# نيكولاس سانشيز
نيكولاس سانشيز (بالإسبانية: Nicolás Sánchez)‏ (4 فبراير 1986 بوينس آيرس الأرجنتين - ) هو لاعب كرة قدم أرجنتيني يلعب كمدافع.

## روابط خارجية
- نيكولاس سانشيز على موقع قاعدة بيانات كرة القدم.إي يو (الإنجليزية)
- نيكولاس سانشيز على موقع Soccerway.com (الإنجليزية)
- نيكولاس سانشيز على موقع AS.com (الإسبانية)